# Lemairegisa maltha
Lemairegisa maltha är en fjärilsart som beskrevs av William Schaus 1906. Lemairegisa maltha ingår i släktet Lemairegisa och familjen tandspinnare. Inga underarter finns listade i Catalogue of Life.